# Pavlovice (Planá)
Pavlovice (německy Pawlowitz) jsou vesnice, část města Planá v okrese Tachov v Plzeňském kraji. Nachází se asi sedm kilometrů jihovýchodně od Plané. Je zde evidováno 92 adres. V roce 2011 zde trvale žilo 63 obyvatel.
Pavlovice leží v katastrálním území Pavlovice nad Mží o rozloze 5,42 km² a Vítovice u Pavlovic o rozloze 2,68 km².

## Historie
První písemná zmínka o vesnici pochází z roku 1239.

## Josefova Huť
Součástí Pavlovic je Josefova Huť (německy Josefihütte) v údolí Mže (v severní části pavlovického katastru), kde se nachází i pavlovické nádraží na trati 170. V 19. století zde existovaly železárny, později změněné na celulózku. Její provoz ukončila hospodářská krize v roce 1932; o zaměstnání tehdy přišlo kolem 850 lidí. Ještě na začátku 90. let 20. století se zde nacházela výroba cementových výrobků, od roku 1991 je továrna mimo provoz. Z pavlovického nádraží vedla v letech 1920 až 1948 do brusírny kamenů (ve východním sousedství nynějšího hostince Za řekou) na levém (severním) břehu Mže úzkokolejná železniční vlečka o rozchodu 600 milimetrů a délce zhruba jeden kilometr. V místě existuje od roku 1998 přírodní divadlo nazvané Divadlo Podkova, na němž se v létě scházejí mladí umělci a připravují každé léto novou inscenaci.

## Vítovice
K Pavlovicím v současnosti patří i území bývalé vsi Vítovice (německy Wiedowitz). V roce 1921 (kdy byla osadou obce Bezděkov) v ní žilo 76 obyvatel (všichni německé národnosti) ve dvanácti domech, v roce 1938 se jednalo o 62 obyvatel v jedenácti domech. Po vysídlení obyvatelstva po roce 1945 se ji nepodařilo znovu dosídlit, takže v 60. letech 20. století zanikla.

## Obyvatelstvo
| Rok            | 1869 | 1880 | 1890 | 1900 | 1910 | 1921 | 1930 | 1950 | 1961 | 1970 | 1980 | 1991 | 2001 | 2011 | 2021 |
| -------------- | ---- | ---- | ---- | ---- | ---- | ---- | ---- | ---- | ---- | ---- | ---- | ---- | ---- | ---- | ---- |
| Počet obyvatel | 683  | 796  | 698  | 770  | 743  | 765  | 907  | 253  | 247  | 187  | 116  | 79   | 69   | 63   | 68   |
| Počet domů     | 102  | 109  | 119  | 116  | 119  | 116  | 139  | 138  | 56   | 49   | 41   | 44   | 45   | 51   | 52   |

## Obecní správa
Při sčítání lidu v letech 1850–1980 Pavlovice byly samostatnou obcí v okrese Planá, ale od roku 1950 v okrese Tachov. Od 1. července 1980 jsou částí města Planá v okrese Tachov.

## Rodáci
Theodor Pchálek (1904–1992), akademický malíř a pedagog